# Питательная среда для эмбрионов

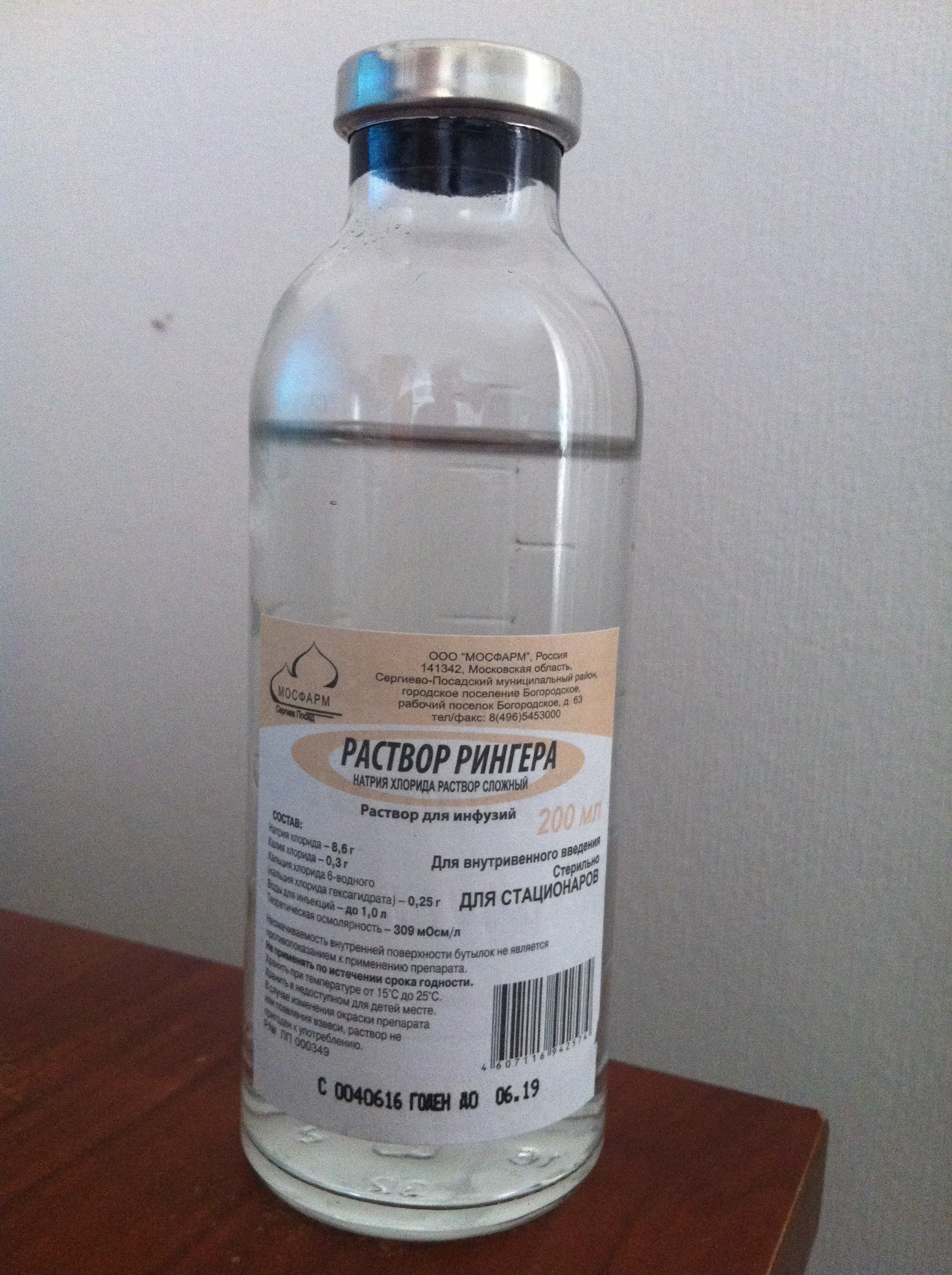
Раствор Рингера, созданный в 1895 году положил начало развитию питательных сред для эмбрионов

Питательная среда для эмбрионов (культуральная среда для эмбрионов) — водный раствор сложного состава для содержания ранних (преимплантационных) эмбрионов млекопитающих (в том числе человека) в культуре in vitro.
Культуральная среда для эмбрионов используется в сельском хозяйстве, ветеринарии и в научных исследованиях для работы с эмбрионами млекопитающих животных вне организма матери, так как эмбрионы млекопитающих должны постоянно находиться в водной среде. В медицине культуральные среды для эмбрионов используются в программах экстракорпорального оплодотворения для содержания эмбрионов человека в культуре in vitro.
В состав современных культуральных сред для эмбрионов входит около 40 различных веществ, в том числе «физиологические соли», компоненты буферного раствора, энергетические субстраты (глюкоза, пируват, лактат), аминокислоты, витамины, сыворотка крови или её заменители и другие вещества. Часто в состав культуральной среды входят антибиотики и цветовой индикатор кислотности — феноловый красный. Исторически культуральные среды для эмбрионов появились как модификация сред для культивирования клеток. На заре репродуктивной медицины (70-80-е годы XX в.) эмбрионы человека зачастую выращивали в средах для клеточных культур.
По целям применения культуральные среды можно разделить на три категории:
1. Собственно культуральные среды предназначены для длительного содержания эмбрионов в культуре (от нескольких часов до нескольких дней). Эти среды всегда имеют в своём составе бикарбонатный буфер и требуют наличия повышенного содержания углекислого газа в атмосфере (5-7 %), поэтому среды этой категории могут быть использованы только совместно с CO2-инкубатором (прибор, поддерживающий определённый газовый состав).
2. Манипуляционные среды предназначены для выполнения манипуляций с эмбрионами вне CO2-инкубатора (например, для выполнения процедуры искусственного оплодотворения яйцеклетки методом ИКСИ). Эти среды, как правило, имеют в своём составе буфер на основе гидроксиэтилпиперазинэтансульфоната (ГЕПЕС-буфер), позволяющий поддерживать физиологический pH вне атмосферы CO2-инкубатора.
3. Специальные среды — это манипуляционные среды, в состав которых введен какой-либо компонент, используемый для специальных задач. Например, среда с гиалуронидазой используется для очищения яйцеклетки от фолликулярных клеток перед процедурой искусственного оплодотворения методом ИКСИ. Или например, растворы для криоконсервации — манипуляционные среды, имеющие в своём составе криопротекторы — используются для замораживания эмбрионов.

Принято выделять 4 поколения культуральных сред для эмбрионов:
1. простые солевые растворы;
2. обогащенные среды;
3. двуступенчатые (двушаговые, секвенциальные) среды;
4. одноступенчатые (одношаговые) среды на основе KSOM (K+ Simple Optimized Medium).

Простые солевые растворы использовали для культивирования эмбрионов животных в 50-80 г.г. XX столетия, а также используют до сих пор для простых процедур в репродуктивной медицине (например, обработка спермы), на их основе часто создают специальные среды. Обогащенные среды имеют сложный состав и включают в себя избыточное количество компонентов, многие из которых, как было показано в 90-е годы XX столетия оказывают подавляющий эффект на развитие эмбрионов. Обогащенные среды применяли для культивирования эмбрионов человека с 80-х годов XX столетия до середины 2000-х. Двуступенчатые среды представляют собой пару сред сходного состава, первая из которых применяется в первые 2 дня развития эмбриона человека, вторая — с 3 по 5 день развития эмбриона человека. Принцип двуступенчатых сред основан на концепции различий в потребности эмбрионов разного возраста в концентрации глюкозы и аминокислот. Двуступенчатые среды превосходят по эффективности культивирования обогащенные среды, их применение в медицине началось с середины 2000-х и продолжается по настоящее время. Джон Биггерс — разработчик среды KSOM — отрицает существование различных потребностей в компонентах среды у эмбрионов первых двух дней развития и 3-5 дней развития. Он утверждает, что эксперименты, указывающие на токсическое влияние избытка глюкозы и некоторых аминокислот, являются эффектом несовершенства сред. Разработанная им среда KSOM, в которой изменены пропорции физиологических солей, не показывает эффекта токсичности глюкозы и аминокислот на ранние эмбрионы. Таким образом, среды на основе KSOM одинаково подходят для всех стадий и являются универсальными (одношаговыми). Среды на основе KSOM применяются в репродуктивной медицине с начала 10-х годов XXI столетия. В настоящее время двушаговые среды и среды на основе KSOM соперничают друг с другом по эффективности, но намечается тенденция к постепенному вытеснению двушаговых сред из репродуктивной медицины.

## История
Концепция помещения эмбрионов в питательную среду пришла из сельского хозяйства. Технология ускорения роста через замачивание семян, с целью растворить химические элементы в семенной оболочке использовалась ещё в Древнем Египте.
Впоследствии в растворы стал добавляться гумус, где основным элементом была гуминовая кислота, соедержащая глутаминовую кислоту, которая в XX веке стала использоваться для экспериментов по развитию эмбрионов.
К концу XIX века в медицине накопилась статистика наблюдений, обобщенная в концепцию Milieu intérieur «Внутренняя среда организма» французским ученым Клодом Бернардом. Он заявил, что жидкости в организме являются такими же важными, как и сами органы, фактически являясь жидкими органами, функционируя как микромеханические посредники при передаче и обмене энергией.
В 1880-х английский фармацевт Самюэль Рингер установил, что в растворе для перфузии сердца лягушки должны содержаться соли натрия, калия и кальция в найденной им пропорции, чтобы изолированное сердце лягушки продолжало биться в течение длительного времени. Раствор Рингера стал основной для экспериментов с эмбрионами животных во многих странах.
В 1910 году американский фармацевт Морис Тироде создает раствор Тироде (thyrode solution Т6) — усовершенствованный раствор Рингера для питания соматических клеток животных.
В 1943 в Институте онкологии США цитолог и генетик Вильям Эрл создал буферный раствор Эрла, по PH идентичный человеческой крови.
В 1963 году в лаборатории доктора Джорджа Ерганана в Исследовательском фонде рака Бостона был разработан масло-жировой раствор Ham’s F-10 (Hamster хомяк, F — fluid — жидкость, 10 — номер версии с момента запуска клеточной линии в 1957 году). Раствор предназначался для питания бессмертной клеточной линии яичника Китайского Хомяка Cricetulus griseus. По сравнению с другими базальными средами F-10 содержала намного более широкий спектр компонентов, включая цинк, гипоксантин и тимидин. Эта среда была первой, содержащей микроэлементы — медь и цинк.
В раствор входило 45 компонентов: 20 аминокислот, 10 витаминов, 10 солей, декстроза, гипоксантин, липоевая кислота, пируват натрия — как дополнительный источник энергии клеток, тимидин для синхронизации клеток в фазе митоза.
В 1978 году раствор Эрла, Ham’s F10 и раствор Тироде Т6 были использованы Робертом Эдвансом для первого ЭКО.
До 1990-х годов клиники, которые осуществляли ЭКО, либо готовили культуральные среды самостоятельно, либо покупали готовые среды для клеточных культур (например, Ham’s F10 или Medium-199).
В 1988 году в продажу поступила первая коммерчески доступная среда для эмбрионов, разработанная компанией MediCult (Дания). Это был модифицированный раствор Эрла.

## Состав
В настоящее время на рынке имеется около 20 видов питательных сред от разных производителей.
Питательные среды для выращивания эмбрионов постоянно совершенствуются. Основными элементами современных питательных сред для эмбрионов являются:
1. Вода (питательная среда на 99 % состоит из воды, отфильтрованной под давлением);
2. Синтетическая сыворотка, насыщенная глобулинами;
3. Рекомбинатный альбумин;
4. Соли (хлорид натрия, хлорид калия, дигидроортофосфат калия, гидрокарбонат натрия и другие.);
5. Углеводы: углеводы присутствуют в репродуктивных путях женщины. Их концентрация различна на всем протяжении фаллопиевых труб и матки и зависит от фазы менструального цикла. Вместе с аминокислотами углеводы являются основным источником энергии для эмбриона;
6. Аминокислоты: среды, используемые для поддержки развития от зиготы до восьмиклеточного эмбриона, содержат незаменимые аминокислоты. В питательные среды, где эмбрион культивируется с восьмиклеточной стадии до бластоцисты, добавляют заменимые аминокислоты;
7. Антибиотики: Большинство лабораторий используют питательные среды, содержащие антибиотики для минимизирования риска роста микробов. Наиболее часто используется пенициллин (действующий на грамположительные бактерии) и стрептомицин (действующий на грамотрицательные бактерии). Использование гентамицина все ещё обсуждается и лишь некоторые лаборатории добавляют его;
8. этилендиаминтетрауксусная кислота (ЭДТА) используется для лучшей усвояемости веществ. Кроме того, она предотвращает гликолиз (расщепление глюкозы);
9. GM-CSF (фактор роста), содержащийся в матке (среда EmbrioGen).